# Šárka Nováková
Šárka Nováková, provdaná Makówková (* 21. února 1971, Gottwaldov) je bývalá československá a později česká atletka, jejíž specializací byl skok do výšky.

## Kariéra
První úspěch zaznamenala v roce 1987 na juniorském mistrovství Evropy v Birminghamu, kde se umístila na pátém místě (180 cm). O rok později skončila na juniorském mistrovství světa v kanadském Sudbury osmá (181 cm). V roce 1990 skončila na MEJ ve Varaždínu šestá (181 cm).
V následujícím roce obsadila 13. místo na halovém MS v Seville a kvalifikovala se na světový šampionát do Tokia, kde ve finále obsadila výkonem 190 cm deváté místo. Reprezentovala na letních olympijských hrách 1992 v Barceloně. V kvalifikaci skočila 183 cm a do finále nepostoupila. Sítem kvalifikace neprošla také na MS v atletice 1993 ve Stuttgartu a na halovém MS 1995 v Barceloně.
V roce 1995 se stala vítězkou mítinku Novinářská laťka.

### Osobní rekordy
- hala – 190 cm – 16. února 1991, Spala
- venku – 195 cm – 30. května 1992, Kerkrade